# Jonathan Toews
Jonathan Bryan Toews (ur. 29 kwietnia 1988 w Winnipeg) – kanadyjski hokeista, reprezentant Kanady, dwukrotny olimpijczyk pochodzenia francuskiego ze strony matki i niemieckiego ze strony ojca.

## Kariera klubowa
- Winnipeg Warriors Bantam AAA (2002-2003)
- Shattuck-St. Mary’s (2004-2005)
- University of North Dakota (2005-2007)
- Chicago Blackhawks (2007-2023)

Wychowanek Winnipeg Warriors. W drafcie NHL z 2006 został wybrany przez Chicago Blackhawks z numerem 3. Był wówczas zawodnikiem drużyny amerykańskiego University of North Dakota, występującej w NCAA. Od 2007 w barwach Chicago Blackhawks gra w NHL. W pierwszym sezonie zgromadził 54 punkty (24 gole) w klasyfikacji kanadyjskiej, w następnym 69 (34). W 2008 roku został kapitanem zespołu, jako jeden z najmłodszych zawodników w historii NHL. W grudniu 2009 przedłużył kontrakt z klubem o pięć lat. W sezonie 2009/2010 wybrany MVP w fazie play-off. W tym też sezonie z drużyną Chicago Blackhawks zdobył Puchar Stanleya. W lipcu 2014 przedłużył kontrakt z Chicago o osiem lat. Po sezonie 2022/2023 odszedł z klubu.

## Kariera reprezentacyjna
Z reprezentacją Kanady uczestniczył w turniejach mistrzostw świata edycji 2007, 2008, zimowych igrzysk olimpijskich 2010, 2014, Pucharu Świata 2016

## Sukcesy
Reprezentacyjne
- Złoty medal mistrzostw świata juniorów do lat 20: 2006
- Złoty medal mistrzostw świata: 2007
- Srebrny medal mistrzostw świata: 2008
- Złoty medal zimowych igrzysk olimpijskich: 2010, 2014
- Puchar Świata: 2016

Klubowe
- Mistrzostwo NCAA: 2006 z University of North Dakota
- Mistrzostwo dywizji NHL: 2010, 2013 z Chicago Blackhawks
- Mistrzostwo konferencji NHL: 2010, 2013 z Chicago Blackhawks
- Presidents’ Trophy: 2013 z Chicago Blackhawks
- Clarence S. Campbell Bowl: 2010, 2013, 2015 z Chicago Blackhawks
- Puchar Stanleya: 2010, 2013, 2015 z Chicago Blackhawks

Indywidualne
- Mistrzostwa świata do lat 17 w 2005:
  - Pierwsze miejsce w klasyfikacji strzelców turnieju: 8 goli
  - Pierwsze miejsce w klasyfikacji kanadyjskiej turnieju: 12 punktów
- Mistrzostwa świata do lat 20 w 2006:
  - Skład gwiazd turnieju
- Mistrzostwa Świata w Hokeju na Lodzie 2007/Elita:
  - Pierwsze miejsce w klasyfikacji skuteczności wygrywanych wznowień: 63,01%
- NHL (2007/2008):
  - NHL All-Rookie Team
- NHL (2007/2008):
  - NHL All-Star Game
- NHL (2009/2010):
  - Pierwsze miejsce w klasyfikacji asystentów w fazie play-off: 22 asysty
  - Conn Smythe Trophy – Najbardziej Wartościowy Zawodnik (MVP) zawodnik w fazie play-off
- Zimowe Igrzyska Olimpijskie 2010 – turniej mężczyzn:
  - Pierwsze miejsce w klasyfikacji asystentów turnieju: 7 asyst (ex aequo z Pavolem Demitrą)
  - Pierwsze miejsce w klasyfikacji +/− turnieju: +9
  - Skład gwiazd turnieju
  - Najlepszy napastnik turnieju
- NHL (2010/2011):
  - NHL All-Star Game
- NHL (2011/2012):
  - NHL All-Star Game (wybrany, nie zagrał)
- NHL (2012/2013):
  - NHL All-Star Game
  - Frank J. Selke Trophy – nagroda dla najbardziej defensywnego napastnika
  - Drugi skład gwiazd[5]
- NHL (2014/2015):
  - Mark Messier Leadership Award
- NHL (2016/2017):
  - NHL All-Star Game 2017

Wyróżnienie
- Triple Gold Club: 2010